# هنري هورويتز
هنري هورويتز (بالإنجليزية: Henry Horwitz)‏ هو مؤرخ أمريكي، ولد في 1938، وتوفي في يناير 2019.